# Font Vella (Vallfogona de Riucorb)
Font Vella és una obra de Vallfogona de Riucorb (Conca de Barberà) inclosa a l'Inventari del Patrimoni Arquitectònic de Catalunya.

## Descripció
Font de pedra situada en un mur lateral del carrer de la Font. Consta d'un cos principal de grans daus de pedra mal tallats, on hi ha el brollador, emmarcat en una estructura de dues pilastres i entaulament sobre un arc de mig punt que sobresurt de la resta. En un costat, tres grans piques intercomunicades i força erosionades emmagatzemen l'aigua.